# David Alegre
David Alegre Biosca (* 6. September 1984 in Barcelona) ist ein ehemaliger spanischer Hockeyspieler. Er belegte bei den Olympischen Spielen 2008 mit der spanischen Nationalmannschaft den zweiten Platz, bei Weltmeisterschaften gewann er einmal Bronze. Hinzu kam eine Gold- und eine Silbermedaille bei Europameisterschaften.

## Sportliche Karriere
David Alegre spielte bis 2009 beim Club Egara. Nach zwei Jahren in den Niederlanden bei Oranje Zwart kehrte er 2011 nach Spanien zurück und spielte bis zum Ende seiner Laufbahn beim Real Club de Polo de Barcelona. Mit dem Real Club de Polo war Alegre mehrfach spanischer Meister.
Bei den Olympischen Spielen 2004 in Athen war Alegre in allen sieben Spielen dabei. Die Spanier gewannen ihre Vorrundengruppe und unterlagen im Halbfinale den Australiern mit 3:6. Das Spiel um die Bronzemedaille gegen die deutsche Mannschaft verloren die Spanier durch Sudden Death in der Nachspielzeit. Im Jahr darauf bei der Europameisterschaft in Leipzig besiegten die Spanier die Deutschen im Halbfinale. Im Finale gegen die Niederländer siegten die Spanier mit 4:2. 2006 bei der Weltmeisterschaft in Mönchengladbach belegten die Spanier in der Vorrunde den zweiten Platz hinter den Australiern. Im Halbfinale unterlagen sie den Deutschen nach Siebenmeterschießen, gewannen aber die Bronzemedaille durch ein 3:2 gegen die südkoreanische Mannschaft. Alegre war in allen sieben Spielen dabei und erzielte einen Treffer in der Vorrunde. 2007 bei der Europameisterschaft in Manchester bezwangen die Spanier im Halbfinale die deutsche Mannschaft nach Verlängerung und Penaltyschießen. Im Finale unterlagen sie den Niederländern mit 2:3. Bei den Olympischen Spielen 2008 in Peking unterlagen die Spanier in der Vorrunde den Deutschen mit 0:1, belegten aber den ersten Platz ihrer Vorrundengruppe. Im Halbfinale besiegten die Spanier die Australier mit 3:2. Im Finale trafen sie wieder auf das deutsche Team und verloren mit 0:1.
Alegre belegte mit der spanischen Mannschaft den fünften Platz bei der Weltmeisterschaft 2010 in Neu-Delhi. In den sechs Spielen erzielte er zwei Treffer. 2012 bei den Olympischen Spielen in London erreichten die Spanier nach einem dritten Platz in ihrer Vorrundengruppe am Ende den sechsten Platz. Nach dem fünften Platz bei der Europameisterschaft 2013 erreichten die Spanier bei der Weltmeisterschaft 2014 in Den Haag den achten Platz. 2015 bei der Europameisterschaft in London wurden die Spanier Sechste. Bei den Olympischen Spielen 2016 in Rio de Janeiro belegten die Spanier in ihrer Vorrundengruppe den zweiten Platz hinter den Belgiern. Dabei erzielte David Alegre bei seiner vierten Olympiateilnahme seine ersten beiden Treffer. Im Viertelfinale unterlagen die Spanier den Argentiniern mit 1:2.
Nach fast drei Jahren Pause in der Nationalmannschaft kehrte David Alegre 2019 für die Olympiaqualifikation zurück. Wegen der COVID-19-Pandemie wurden die Olympischen Spiele in Tokio erst 2021 ausgetragen. Die Spanier schieden im Viertelfinale mit 1:3 gegen die Belgier aus. Das spanische Tor im Viertelfinale war Alegres letzter Länderspieltreffer. Nach seiner fünften Olympiateilnahme und insgesamt über 290 Länderspielen beendete Alegre seine Karriere in der Nationalmannschaft.

## Familie
Bei den Olympischen Spielen 2004, 2008 und 2012 spielte neben David auch sein Bruder Ramón Alegre in der spanischen Nationalmannschaft.